# San Lorenzo (Giotto)
Il San Lorenzo è un dipinto a tempera e oro su tavola (84 × 54 cm) attribuito a Giotto, databile al 1325-1330 circa e conservato nel Museo Jacquemart-André a Chaalis.

## Storia
L'opera è accoppiata a un San Giovanni Evangelista nello stesso museo e si ritiene che potesse formare un polittico con la Madonna col Bambino della National Gallery of Art di Washington; dal gruppo è stato invece escluso recentemente il Santo Stefano del Museo Horne, che presenta una preparazione di base a terra rossa, anziché verde come le due tavole francesi. 
Il polittico potrebbe essere stato uno di quelli ricordati in Santa Croce da Ghiberti e Vasari, magari quello della Cappella Pulci-Berardi. In ogni caso la datazione delle tavole è vicina alle decorazioni della Cappella Bardi, quindi dopo il 1325 circa.

## Descrizione e stile
San Lorenzo, riconoscibile per la dalmatica e la palma del martirio, è raffigurato a mezza figura, rivolto verso sinistra. Indossa una veste rossa dal panneggio pesante, finemente decorata da ricami dorati. Questa tavola, come il San Giovanni Evangelista, conserva anche la cuspide con un angelo a mezza figura, reggente un globo e un'asta. 
Delle tavole del gruppo appare come la più debole, anche a causa di restauri impropri e ripassature. Salvini e altri studiosi lo riferiscono infatti a un collaboratore del maestro.